# Ortalotrypeta idana
Ortalotrypeta idana är en tvåvingeart som beskrevs av Friedrich Georg Hendel 1927. Ortalotrypeta idana ingår i släktet Ortalotrypeta och familjen borrflugor. Inga underarter finns listade i Catalogue of Life.